# Coppa Libertadores 2021 (calcio a 5)
La Coppa Libertadores 2021 è stata la 19ª edizione del torneo continentale riservato ai club di calcio a 5 vincitori nella precedente stagione del massimo campionato delle federazioni affiliate alla CONMEBOL. La competizione era prevista originariamente dal 19 al 26 aprile 2020, ma è stata posticipata dal 15 al 22 maggio 2021 per via della pandemia di COVID-19.

## Squadre partecipanti
Tutte le nazioni schierano una squadra ad eccezione di Brasile (campione l'anno precedente) e Uruguay, nazione ospitante, che ne schierano due per un totale di 12 squadre.

### Lista
I club sono stati ordinati in base al risultato della federazione nell'edizione precedente.

| Rank | Squadra              | Urna |
| ---- | -------------------- | ---- |
| 1/TH | Carlos Barbosa       | 1    |
| 2/H  | Peñarol              | 1    |
| 3    | Cerro Porteño        | 1    |
| 4    | Alianza Platanera    | 2    |
| 5    | Universitario        | 2    |
| 6    | Corinthians          | 2    |
| 7    | Delta te Quiero      | 3    |
| 8    | San Lorenzo          | 3    |
| 9    | Universidad de Chile | 3    |
| 10   | Proyecto Latín       | 4    |
| 11   | Bocca                | 4    |
| 12   | Nacional             | 4    |

Note
- (TH) Squadra campione in carica
- (H) – Squadra ospitante

### Formula
Le 12 squadre si affrontano in tre gironi da quattro, sorteggiati in primavera. Le prime due di ogni girone e le due migliori terze accedono alla fase finale ad eliminazione diretta.

### Sorteggio
Il sorteggio dei gironi si è svolto il 27 aprile 2021.

## Fase a gironi
Tutti gli orari sono indicati come UTC+3, ora di Montevideo.

### Gruppo A
| Squadra        | P.ti | G | V | N | P | GF | GS | DR  |
| -------------- | ---- | - | - | - | - | -- | -- | --- |
| Carlos Barbosa | 9    | 3 | 3 | 0 | 0 | 13 | 1  | +12 |
| San Lorenzo    | 4    | 3 | 1 | 2 | 1 | 6  | 4  | +2  |
| Universitario  | 4    | 3 | 1 | 2 | 1 | 6  | 6  | 0   |
| Bocca          | 0    | 3 | 0 | 0 | 3 | 4  | 18 | -14 |

| Arbitri: | Henrry Gutiérrez Andrés Martínez Valeria Palma |
| Crono:   | Daniel Rodríguez                               |

|                                                                                 |           |                                             |
| Cardone 7'14'’ Pescio 10'01'’ Rodríguez 29'56'’ (t.l.), 33'47'’ (t.l.), 36'53'’ | Marcatori | 17'50'’ Alcivar 20'00'’ Henderson Gutiérrez |

| Arbitri: | Carlos Martínez Tayana Moreno Daniel Rodríguez |
| Crono:   | Valeria Palma                                  |

|                                                    |           |                 |
| Duarte 4'50'’ Montardo Trindade 7'44'’ Keko 8'18'’ | Marcatori | 18'08'’ Aguilar |

| Arbitri: | Andrés Martínez Henrry Gutiérrez Tayana Moreno |
| Crono:   | Carlos Martínez                                |

|                                                          |           |                                            |
| Millares 15'19'’ Aguilar 19'30'’, 29'28'’ Paipay 38'38'’ | Marcatori | 1'28'’ Mercado 17'50'’ Henderson Gutierrez |

| Arbitri: | Daniel Rodríguez Valeria Palma Carlos Martínez |
| Crono:   | Tayana Moreno                                  |

|                |           |  |
| Murilo 18'09'’ | Marcatori |  |

| Arbitri: | Carlos Martínez Henrry Gutiérrez Daniel Rodríguez |
| Crono:   | Tayana Moreno                                     |

|                |           |                |
| Paipay 17'15'’ | Marcatori | 5'56'’ Cardone |

| Arbitri: | Daniel Rodríguez Tayana Moreno Andrés Martínez |
| Crono:   | Carlos Martínez                                |

|  |           | |
|  | Marcatori | 3'54'’, 28'46'’ Pedro Carioca 7'19'’, 8'16'’ Jonathan 14'14'’, 16'17'’ Murilo 19'56'’, 25'35'’ Vini 31'16'’ (aut.) Nazareno |

### Gruppo B
| Squadra         | P.ti | G | V | N | P | GF | GS | DR  |
| --------------- | ---- | - | - | - | - | -- | -- | --- |
| Corinthians     | 7    | 3 | 2 | 1 | 0 | 11 | 2  | +9  |
| Delta te Quiero | 7    | 3 | 2 | 1 | 0 | 8  | 2  | +6  |
| Peñarol         | 3    | 3 | 1 | 0 | 2 | 4  | 4  | 0   |
| Proyecto Latín  | 0    | 3 | 0 | 0 | 3 | 2  | 17 | -15 |

| Arbitri: | Yuri García Estefanía Pinto Jonathan Herbas |
| Crono:   | José Ocampo                                 |

|                                                         |           |              |
| Bello 7'29'’ Cabarcas 22'22'’, 36'19'’ Trujillo 31'49'’ | Marcatori | 8'38'’ Pinto |

| Arbitri: | Darío Santamaría José Ocampo Christian Espíndola |
| Crono:   | Jonathan Herbas                                  |

|  |           |                   |
|  | Marcatori | 1'44'’ Piau De Sa |

| Arbitri: | Estefanía Pinto Darío Santamaría José Ocampo |
| Crono:   | Yuri García                                  |

| |           |               |
| Guilherme 11'59'’ Fernando 12'26'’ Tatinho 14'56'’ Deives 17'51’ Jefferson 20'54'’ Jackson 22'36'’, 23'07'’ Rabisco 33'07'’ Lima 34'53'’ | Marcatori | 34'41'’ Valda |

| Arbitri: | Christian Espíndola Jonathan Herbas Yuri García |
| Crono:   | José Ocampo                                     |

|  |           |                                                   |
|  | Marcatori | 14'35'’ Preciado 29'37'’ Jiménez 39'36'’ Cabarcas |

| Arbitri: | Christian Espíndola Estefanía Pinto Darío Santamaría |
| Crono:   | Yuri García                                          |

|                 |           |              |
| Batalha 26'01'’ | Marcatori | 10'43'’ Sanz |

| Arbitri: | Yuri García Darío Santamaría Estefanía Pinto |
| Crono:   | Christian Espíndola                          |

|  |           |                                                        |
|  | Marcatori | 5'24'’, 39'19'’ Ataides 8'34'’ Salgues 11'05'’ Catardo |

### Gruppo C
| Squadra              | P.ti | G | V | N | P | GF | GS | DR |
| -------------------- | ---- | - | - | - | - | -- | -- | -- |
| Alianza Platanera    | 7    | 3 | 2 | 1 | 0 | 7  | 2  | +5 |
| Cerro Porteño        | 7    | 3 | 2 | 1 | 0 | 7  | 2  | +5 |
| Universidad de Chile | 3    | 3 | 1 | 0 | 2 | 6  | 10 | -4 |
| Nacional             | 0    | 3 | 0 | 0 | 3 | 4  | 10 | -6 |

| Florida 16 maggio 2021, ore 18:00 | Cerro Porteño                            | 0 – 0 (0-0) referto | Alianza Platanera | Polideportivo 10 de Julio\| Arbitri: \| Gean Telles Anelize Schulz Ricardo Messa \| \| Crono: \| Rolly Rojas \| |
| Arbitri:                          | Gean Telles Anelize Schulz Ricardo Messa |                     |                   | |
| Crono:                            | Rolly Rojas                              |                     |                   | |

| Arbitri: | Leandro Lorenzo José Villar Rolly Rojas |
| Crono:   | Ricardo Messa                           |

|                                                            |           |                               |
| Luxardo 4'03'’ Carrasco 9'53'’ Ortiz 12'13'’ Araya 17'08'’ | Marcatori | 26'25'’ Varietti 32'39'’ Abad |

| Arbitri: | Anelize Schulz Leandro Lorenzo Gean Telles |
| Crono:   | José Villar                                |

|                                                             |           |                 |
| E. Ayala 2'59'’, 21'32'’ F. Martínez 18'07'’ Cafure 29'33'’ | Marcatori | 3'08'’ Carrasco |

| Arbitri: | Ricardo Messa Rolly Rojas José Villar |
| Crono:   | Gean Telles                           |

|                                               |           |                  |
| Padilla 3'02'’ Moreno 15'44'’ Gallego 28'20'’ | Marcatori | 32'04'’ Varietti |

| Arbitri: | Rolly Rojas Gean Telles Anelize Schulz |
| Crono:   | Leandro Lorenzo                        |

|             |           |                                   |
| Noy 33'52'’ | Marcatori | 4'38'’, 22'47'’, 36'15'’ E. Ayala |

| Arbitri: | José Villar Ricardo Messa Leandro Lorenzo |
| Crono:   | Anelize Schulz                            |

|                                                                 |           |                |
| Zapata 19'44'’ (t.l.), 37'58'’ Gallego 33'38'’ Tenerife 39'54'’ | Marcatori | 20'19'’ Chacón |

## Fase a eliminazione diretta

### Tabellone
|  | Quarti di finale  | Quarti di finale  |                |             | Semifinali                | Semifinali                |  |  | Finale  | Finale |
|  |                   |                   |                |             |                           |                           |  |  |         |        |
|  | Florida           |                   |                |             |                           |                           |  |  |         |        |
|  |                   |                   |                |             |                           |                           |  |  |         |        |
|  | Carlos Barbosa    | 3                 |                |             |                           |                           |  |  |         |        |
|  | Carlos Barbosa    | 3                 | Florida        |             |                           |                           |  |  |         |        |
|  | Peñarol           | 0                 |                |             |                           |                           |  |  |         |        |
|  | Peñarol           | 0                 | Carlos Barbosa | 4           |                           |                           |  |  |         |        |
|  | Florida           |                   | Carlos Barbosa | 4           |                           |                           |  |  |         |        |
|  |                   | Delta te Quiero   | 0              |             |                           |                           |  |  |         |        |
|  | Delta te Quiero   | Delta te Quiero   | 0              | 9           |                           |                           |  |  |         |        |
|  | Delta te Quiero   |                   | Florida        | 9           |                           |                           |  |  |         |        |
|  | Cerro Porteño     | 5                 |                |             |                           |                           |  |  |         |        |
|  | Cerro Porteño     | 5                 | Carlos Barbosa | 3           |                           |                           |  |  |         |        |
|  | Florida           |                   | Carlos Barbosa | 3           |                           |                           |  |  |         |        |
|  |                   | San Lorenzo (dts) | 4              |             |                           |                           |  |  |         |        |
|  | Corinthians       | San Lorenzo (dts) | 4              | 3           |                           |                           |  |  |         |        |
|  | Corinthians       | Florida           |                | 3           |                           |                           |  |  |         |        |
|  | Universitario     | 0                 |                |             |                           |                           |  |  |         |        |
|  | Universitario     | 0                 | Corinthians    | 1           | Finale per il terzo posto | Finale per il terzo posto |  |  |         |        |
|  | Florida           |                   | Corinthians    | 1           | Finale per il terzo posto | Finale per il terzo posto |  |  |         |        |
|  |                   | San Lorenzo       | 2              |             |                           |                           |  |  |         |        |
|  | Alianza Platanera | San Lorenzo       | 2              | 0           | Delta te Quiero           | 3                         |  |  |         |        |
|  | Alianza Platanera |                   |                | 0           | Delta te Quiero           | 3                         |  |  |         |        |
|  | San Lorenzo       | 4                 |                | Corinthians | 1                         |                           |  |  |         |        |
|  | San Lorenzo       | 4                 |                |             | 1                         |                           |  |  |         |        |
|  |                   |                   |                |             |                           |                           |  |  | Florida |        |
|  |                   |                   |                |             |                           |                           |  |  |         |        |

### Tabellone 5º-8º posto
|  | Semifinali        | Semifinali        | Semifinali    |               |               | Finale 5º posto   | Finale 5º posto   | Finale 5º posto |  |
|  |                   |                   |               |               |               |                   |                   |                 |  |
|  | Peñarol           | Peñarol           | 4 (1)         |               |               |                   |                   |                 |  |
|  | Peñarol           | Peñarol           | 4 (1)         |               |               |                   |                   |                 |  |
|  | Cerro Porteño     | Cerro Porteño     | 4 (4)         |               |               |                   |                   |                 |  |
|  | Cerro Porteño     | Cerro Porteño     | 4 (4)         |               | Cerro Porteño | Cerro Porteño     | 1                 |                 |  |
|  |                   |                   |               |               | Cerro Porteño | Cerro Porteño     | 1                 |                 |  |
|  |                   |                   | Universitario | Universitario | 4             |                   |                   |                 |  |
|  | Universitario     | Universitario     | Universitario | Universitario | 4             | 5                 |                   |                 |  |
|  | Universitario     | Universitario     |               |               |               | 5                 |                   |                 |  |
|  | Alianza Platanera | Alianza Platanera | 0             |               |               | Finale 7º posto   | Finale 7º posto   | Finale 7º posto |  |
|  | Alianza Platanera | Alianza Platanera | 0             |               |               |                   |                   |                 |  |
|  |                   |                   |               |               |               |                   |                   |                 |  |
|  |                   |                   |               |               |               | Peñarol           | Peñarol           | 1               |  |
|  |                   |                   |               |               |               | Peñarol           | Peñarol           | 1               |  |
|  |                   |                   |               |               |               | Alianza Platanera | Alianza Platanera | 4               |  |

### Tabellone 9º-12º posto
|  | Finale 9º posto      |   |
|  |                      |   |
|  | Universidad de Chile | 3 |
|  | Universidad de Chile | 3 |
|  | Nacional             | 1 |
|  | Nacional             | 1 |

|  | Finale 11º posto |   |
|  |                  |   |
|  | Bocca            | 4 |
|  | Bocca            | 4 |
|  | Proyecto Latín   | 0 |
|  | Proyecto Latín   | 0 |

### Quarti di finale
| Arbitri: | Darío Santamaría Estefanía Pinto Yuri García |
| Crono:   | Tayana Moreno                                |

|                                |           |  |
| Murilo 6'51'’, 28'55’, 32'38'’ | Marcatori |  |

| Arbitri: | Daniel Rodríguez Valeria Palma Leandro Lorenzo |
| Crono:   | José Ocampo                                    |

|                                           |           |  |
| Henrique 14'56'’ Tatinho 16'13'’, 19'16'’ | Marcatori |  |

| Arbitri: | Ricardo Messa Carlos Martínez José Villar |
| Crono:   | Andrés Martínez                           |

|  |           |                                                            |
|  | Marcatori | 14'54'’ Pescio 18'13'’ Del Rey 23'55'’ Bolo 31'23’ Cardone |

| Arbitri: | Christian Espíndola Henrry Gutiérrez Anelize Schulz |
| Crono:   | Jonathan Herbas                                     |

| |           |                                                                              |
| Bello 2'17'’ Sanz 5'01'’, 24'34'’ Preciado 6'25'’, 16'27'’ Cabarcas 14'11'’ Añez 20'14'’ Vidal 25'19'’, 29'56'’ | Marcatori | 15'08'’, 21'31'’ E. Ayala 31'54'’ Espinoza 33'42'’ F. Martínez 39'14'’ Rojas |

### Finale 11º posto
| Arbitri: | Tayana Moreno Anelize Schulz Daniel Rodríguez |
| Crono:   | Darío Santamaría                              |

|                                                               |           |  |
| Muñoz 7'56'’ Mercado 28'36'’ Nazareno 34'38'’ Alcivar 34'56'’ | Marcatori |  |

### Finale 9º posto
| Arbitri: | José Ocampo José Villar Estefanía Pinto |
| Crono:   | Carlos Martínez                         |

|                                                   |           |               |
| Pérez 16'47'’ Ortiz 16'57'’ Suárez 38'24'’ (t.l.) | Marcatori | 16'10'’ Segui |

### Semifinali 5º-8º posto
| Arbitri: | Leandro Lorenzo Ricardo Messa Henrry Gutiérrez |
| Crono:   | Valeria Palma                                  |

|                                                       |                      |                                                       |
| N. Martínez 14'14'’, 20'33'’ Salgués 26'08'’, 28'53'’ | Marcatori            | 4'55'’ F. Martínez 28'22'’, 33'04'’, 37'53'’ E. Ayala |
| N. Martínez Fernández Salgués                         | Tiri di rigore 1 – 4 | Benitez F. Martínez Román E. Ayala                    |

| Florida 20 maggio 2021, ore 18:00 | Universitario | 5 – 0 (A tavolino) | Alianza Platanera | Polideportivo 10 de Julio |

### Finale 7º posto
| Arbitri: | Ricardo Messa Anelize Schulz Estefanía Pinto |
| Crono:   | Darío Santamaría                             |

|                 |           |                                                                        |
| Ataides 39'54'’ | Marcatori | 21'18'’ Gallego 22'54'’ (rig.) Moreno 37'42'’ Medina 38'54'’ Tangarife |

### Finale 5º posto
| Arbitri: | José Villar Darío Santamaría Tayana Moreno |
| Crono:   | Daniel Rodríguez                           |

|               |           |                                                          |
| Román 17'45'’ | Marcatori | 5'11'’ Ramos 24'29'’ Paipay 35'48'’ Obando 38'21'’ Colan |

### Semifinali
| Arbitri: | Carlos Martínez Yuri García Andrés Martínez |
| Crono:   | Jonathan Herbas                             |

|                                                               |           |  |
| Richard 8'59'’ Murilo 22'33'’ Pedro Rei 36'43'’ Dener 39'48'’ | Marcatori |  |

| Arbitri: | Henrry Gutiérrez Christian Espíndola José Ocampo |
| Crono:   | Rodrigo Concha                                   |

|                 |           |                                 |
| Batalha 21'14'’ | Marcatori | 13'19'’ Cuervo 18'08'’ Stazzone |

### Finale 3º posto
| Arbitri: | Leandro Lorenzo José Ocampo Estefanía Pinto |
| Crono:   | Jonathan Herbas                             |

|                                                   |           |                   |
| Cabarcas 5'05'’ (rig.) Bello 27'43'’ Sanz 38'35'’ | Marcatori | 27'26'’ D. Moraes |

### Finale
| Arbitri: | Daniel Rodríguez Christian Espíndola Carlos Martínez |
| Crono:   | Andrés Martínez                                      |

|                                                |           |                                                                   |
| Murilo 11'40'’ Dener 24'16'’ Pedro Rei 27'24'’ | Marcatori | 7'15'’, 11'59'’ Pescio 16'46'’ (t.l.) Rodriguez 43'06'’ Menseguez |

## Classifica finale
| Rank    | Team                 |
| ------- | -------------------- |
| Oro     | San Lorenzo          |
| Argento | Carlos Barbosa       |
| Bronzo  | Delta te Quiero      |
| 4       | Corinthians          |
| 5       | Universitario        |
| 6       | Cerro Porteño        |
| 7       | Alianza Platanera    |
| 8       | Peñarol              |
| 9       | Universidad de Chile |
| 10      | Nacional             |
| 11      | Bocca                |
| 12      | Proyecto Latín       |